# Pride and Prejudice (1940)
Pride and Prejudice is een dramafilm uit 1940 onder regie van Robert Z. Leonard. Het scenario is gebaseerd op de gelijknamige roman van Jane Austen. Greer Garson en Laurence Olivier spelen de hoofdrollen. De film won een Oscar.

## Verhaal

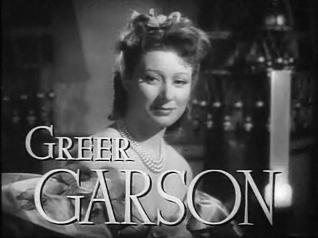
Greer Garson in Pride and Prejudice

Op een dag gaat mevrouw Bennet samen met haar twee oudste dochters Jane en Elizabeth kleding kopen in de stad. Hier merken ze twee aanzienlijke mannen en een vrouw op. Ze ontdekken dat dit mijnheer Bingley en mijnheer Darcy zijn, twee rijke vrijgezellen die onlangs het landhuis "Netherfield" hebben gehuurd.
Niet veel later is er een bal waar allen aanwezig zijn. Mijnheer Darcy weigert met Elizabeth te dansen. Elizabeth hoort hem later pochen hoe trots hij is op zijn daad. Elizabeth ontmoet op dat moment mijnheer Wickham. Samen converseren ze over mijnheer Darcy. Wanneer Darcy Elizabeth toch nog te dansen vraagt, weigert ze. Wel accepteert ze hand van Wickham, in het bijzijn van Darcy.
Mijnheer Collins is een neef van de familie Bennet en arriveert op een dag in de stad. Hij is op zoek naar een echtgenote en beslist dat Elizabeth geschikt is om die rol te vervullen. Op een bal volgt hij haar de hele avond, maar zij heeft weinig interesse in hem. Darcy helpt haar en vraagt haar later ten dans. Als hij echter opmerkt hoe haar familie een heel spektakel maakt van haar gezelschap met Darcy, verlaat hij haar. Elizabeth vindt dit onacceptabel en is razend op de man. De volgende dag vraagt Collins haar ten huwelijk. Als zij weigert, verlooft hij zich met haar beste vriendin Charlotte Lucas.
Elizabeth houdt Charlotte gezelschap in haar nieuwe huis en ontmoet hier Lady Catherine de Bourgh. Hier komt ze opnieuw Darcy tegen. Hij doet een huwelijksaanzoek, maar Elizabeth weigert. Dit komt voornamelijk over alle nare roddels die ze over hem gehoord heeft, waaronder het opbreken van Bingley's relatie met Jane en het willen stelen van Wickhams fortuin. Ze worden boos op elkaar en Darcy vertrekt al snel.
Eenmaal terug in Longborn komt Elizabeth erachter dat Wickham stiekem getrouwd is met Lydia. Darcy bezoekt haar en zegt dat Wickham nooit met Lydia zal trouwen. Om dit te beargumenteren, geeft hij toe dat Wickham ooit Darcy's toen 15-jarige zus Georgiana het hof heeft gemaakt en er vervolgens vandoor is gegaan. Elizabeth realiseert zich op dat moment dat ze van Darcy houdt, maar vreest dat hij niets van haar wil weten door Lydia's schandaal. Niet veel later komt een getrouwde Lydia terug naar huis.
Lady Catherine bezoekt Elizabeth en onthult dat Darcy Wickham gedwongen heeft om zijn trouwplannen met Lydia voort te zetten. Darcy verschijnt nu ook ten tonele en verklaart zijn liefde voor Elizabeth. De film eindigt met een filmkus tussen Elizabeth en Darcy.

## Rolverdeling
| Acteur             | Personage         |
| ------------------ | ----------------- |
| Edward Ashley      | Mijnheer Wickham  |
| Marten Lamont      | Mijnheer Denny    |
| E.E. Clive         | Sir William Lucas |
| Marjorie Wood      | Lady Lucas        |
| May Beatty         | Mevrouw Philips   |
| Greer Garson       | Elizabeth Bennet  |
| Maureen O'Sullivan | Jane Bennet       |
| Ann Rutherford     | Lydia Bennet      |
| Marsha Hunt        | Mary Bennet       |
| Heather Angel      | Kitty Bennet      |
| Mary Boland        | Mevrouw Bennet    |
| Edmund Gwenn       | Mijnheer Bennet   |
| Laurence Olivier   | Mijnheer Darcy    |
| Frieda Inescort    | Juffrouw Bingley  |
| Bruce Lester       | Mijnheer Bingley  |

## Achtergrond
De film is gebaseerd op het gelijknamige boek van schrijfster Jane Austen. In deze filmbewerking vonden er enkele wijzigingen plaats in het scenario. Zo vond het verhaal niet plaats in 1813, maar in 1835. Dat zou de studio gekozen hebben om meer sierlijke kostuums te kunnen gebruiken.
Pride and Prejudice heeft talloze verfilmingen gehad, maar deze versie wordt door publiek en critici nog altijd als een van de beste bewerkingen gezien.